# レジー・ブルックス
レジー・ブルックス（Reggie Brooks 1971年1月19日- ）はオクラホマ州タルサ出身のアメリカンフットボール選手。現在NFLのセントルイス・ラムズに所属している。NFLのワシントン・レッドスキンズなどでプレーした。ポジションはランニングバック。

## 経歴
タルサの高校から1989年にノートルダム大学に入学、当初はディフェンシブバックとしてプレーした。1991年にテイルバックにコンバートされ、1992年より先発ランニングバックに昇格、1,343ヤード（平均8.0ヤード）を獲得、13タッチダウンをあげて、オールアメリカンに選出、ハイズマン賞の投票でも5位となった。
1993年のNFLドラフト2巡でワシントン・レッドスキンズに指名されて入団した。1年目から1,063ヤードを走った。レッドスキンズの新人ランニングバックが1,000ヤードラッシャーとなったのは彼が最初であり、その後2012年にアルフレッド・モリスまで新人1,000ヤードラッシャーは現れなかった。
2年目の1994年をエースRBとして迎えたが、怪我やファンブル癖のために出場機会が減り、2年目の1994年は297ヤード、3年目の1995年はラン1回マイナス2ヤードに終わった。1996年にレッドスキンズから解雇された。
その後、タンパベイ・バッカニアーズと36万1000ドルで契約を結び、同年のデンバー・ブロンコス戦では56ヤードのランを見せている。1997年8月、ドラフト1巡でウォリック・ダンを獲得したこともあり、バッカニアーズから解雇された。
マッデンNFLの大会、マッデンボウルで1995年、1996年と優勝している。
現役引退後、2003年にはNFLヨーロッパ・ベルリン・サンダーのトレーニングキャンプで臨時コーチを務めた。
2008年には、翌2009年に東京ドームで開催されるノートルダム・ジャパン・ボウル2009に出場するノートルダム・レジェンドのアシスタントコーチに就任した。